# オ・ペレイロ・デ・アギアール
オ・ペレイロ・デ・アギアール（O Pereiro de Aguiar）は、スペイン・ガリシア州オウレンセ県のムニシピオ（基礎自治体）。コマルカ・デ・オウレンセに属する。また、リベイラ・サクラ地域を構成する自治体でもある。ガリシア統計局によれば、2010年の人口は6,134人（2009年：6,135人、2003年:5,326人）、また同自治体の15歳以下の全住民人口に占める割合は11.86％となっている。カスティーリャ語での表記は定冠詞のないペレイロ・デ・アギアール（Pereiro de Aguiar）。
ガリシア語話者の自治体人口に占める割合は96.59％（2001年）。

## 地理
オ・ペレイロ・デ・アギアールはオウレンセ県の北部に位置し、コマルカ・デ・オウレンセに属する。北はコーレス、ア・ペローシャ、ノゲイラ・デ・ラムインと、東はエスゴスと、南はパデルネ・デ・アジャリス、サン・シブラーオ・ダス・ビーニャスと、西はオウレンセの各自治体と隣接、自治体中心地区はプレシゲイロー教区のオ・ペレイロ・デ・アギアール地区。

### 人口
| オ・ペレイロ・デ・アギアールの人口推移 1900－2010       |
|                                                         |
| 出典:INE（スペイン国立統計局）1900年 - 1991年、1996年 - |

## 政治
自治体首長はガリシア国民党（PPdeG）のエリセオ・フェルナンデス・ゴメス（Eliseo Fernández Gómez）。自治体評議員はガリシア国民党：9、ガリシア社会党（PSdeG-PSOE）：2、ガリシア民族主義ブロック（BNG）：2となっている（2007年の自治体選挙の結果、得票順）。

## 教区
オ・ペレイロ・デ・アギアールは13の教区に分けられる。太字は自治体の中心地区のある教区。
- カルベージェ（サン・ミゲル）
- チャオダルカス（サンタ・アナ）
- コバス（サン・シブラーオ）
- ア・ラメーラ（サンタ・マリーア）
- メリアス（サンタ・マリーア）
- プレシゲイロー（サン・サルバドール）
- サバデージェ（サン・マルティーニョ）
- サン・マルティーニョ・デ・モレイラス（サン・マルティーニョ）
- サン・ショアン・デ・モレイラス（サン・ショアン）
- サンタ・マルタ・デ・モレイラス（サンタ・マルタ）
- ティビアス（サン・ベルナルド）
- トリオス（サン・ペドロ）
- ビラリーニョ（サンタ・クリスティーナ）

## 出身著名人
- フェイホー神父（英語版）（1676 - 1764、Padre Feijoo） - 神父、作家。